# 리시 (정치인)
리시(이희, 중국어: 李希, 1956년 10월 ~ )는 중화인민공화국의 정치인이다. 현재 중국공산당 중앙정치국 상무위원 겸 중국공산당 중앙기율검사위원회 서기이다.

## 이력
간쑤성에서 2004년까지 상무위원, 비서장 등으로 재임한 뒤, 2004년 산시성으로 옮겨 상무위원, 비서장, 옌안시 서기 등으로 재임하였다. 2011년 칭화대학교 경제관리학원에서 MBA 학위를 취득하였다. 앞서 1978년~1982년 시베이 사범대학에서 중국 문학을 전공하였다. 2011년~2013년 상하이시 조직부 부장을 역임하였다. 2014년 랴오닝성 성장, 2015년 랴오닝성 당서기로 부임하였고, 2017년부터 2022년까지 광둥성 당서기를 맡았다. 제19기 중국공산당 중앙정치국 위원 겸 광둥성 당서기, 2022년에 제20기 중국공산당 중앙정치국 상무위원 겸 중국공산당 중앙기율검사위원회 서기로 선출되었다.
| 전임 천정가오 | 랴오닝성 성장 2014년 5월 ~ 2015년 5월 | 후임 천추파 |

| 전임 왕민 | 랴오닝성 당위원회 서기 2015년 5월 ~ 2017년 10월 | 후임 천추파 |

| 전임 후춘화 | 광둥성 당위원회 서기 2017년 10월 ~ 2022년 10월 | 후임 황쿤밍 |

| 전임 자오러지 | 중국공산당 중앙기율검사위원회 서기 2022년 10월 - 현재 | 후임 현직 |